# دهستان امامزاده جعفر
امامزاده جعفر، دهستانی است از توابع بخش مرکزی شهرستان گچساران در استان کهگیلویه و بویراحمد ایران.

## جمعیت
براساس سرشماری سال ۱۳۸۵ جمعیت آن ۱۲٬۸۱۷ نفر (۲٬۷۹۲ خانوار) بوده‌است.